# Conocybe striaepes
Conocybe striaepes är en svampart som först beskrevs av Mordecai Cubitt Cooke, och fick sitt nu gällande namn av S. Lundell 1953. Conocybe striaepes ingår i släktet Conocybe och familjen Bolbitiaceae.   Inga underarter finns listade i Catalogue of Life.